# Římskokatolická farnost Skuhrov u Havlíčkova Brodu
Římskokatolická farnost Skuhrov u Havlíčkova Brodu je územním společenstvím římských katolíků v rámci havlíčkobrodského vikariátu královéhradecké diecéze.

## O farnosti

### Historie
Plebánie ve Skuhrově je poprvé písemně doložena v roce 1352. Skuhrov byl tehdy poměrně vzkvétající vesnicí, což souvisí s jeho polohou na obchodní cestě do Habrů. Kostel svatého Mikuláše pochází zřejmě z první půle 14. století. Ve své historii byl několikrát upravován. Ve farnosti působil kněz a spisovatel Jaroslav Moštěk, a to nejprve krátce v r. 1951, posléze v letech 1996-2009 jako sídelní administrátor. Od roku 2009 žil ve Skuhrově jako kněz-penzista a stále zde vypomáhal v duchovní správě až do své smrti.

#### Přehled duchovních správců
- 1970/1971 R.D. Václav Zemek (administrátor ex currendo z Habrů)
- 1972 - ? R.D. Ladislav Grubner
- 1988-1996 R.D. Karel Hodík (administrátor ex currendo z Lučice)
- 1996–2009 R.D. Jaroslav Moštěk (administrátor)
- 2009–2017 D. Hroznata Pavel Adamec, O.Praem. (administrátor ex currendo z Havlíčkova Brodu)
  - 2009–2012 R.D. Jaroslav Moštěk (výpomocný duchovní)
- od 1. července 2017 R.D. Mgr. Oldřich Kučera (administrátor ex currendo z Havlíčkova Brodu)

### Současnost
Farnost nemá od roku 2012 vlastního kněze a je administrována ex currendo z Havlíčkova Brodu.
| Kostel                       | Místo    | Bohoslužba               | Bohoslužba             | Poznámka     |
| ---------------------------- | -------- | ------------------------ | ---------------------- | ------------ |
| Kaple sv. Floriána           | Olešná   | neslouží se pravidelně   | neslouží se pravidelně | obecní kaple |
| Kaple Navštívení Panny Marie | Sedletín | poslední sobota v měsíci | 16.30                  | obecní kaple |
| Kostel sv. Mikuláše          | Skuhrov  | neděle pátek             | 10.30 16.30            | farní kostel |